# 12628 Ackworthorr
12628 Ackworthorr (tên chỉ định: 2120 T-1) là một tiểu hành tinh vành đai chính. Nó được phát hiện bởi Cornelis Johannes van Houten, Ingrid van Houten-Groeneveld, và Tom Gehrels ở Đài thiên văn Palomar ở Quận San Diego, California, ngày 25 tháng 3 năm 1971. Nó được đặt theo tên Mary Ackworth Orr, wife thuộc John Evershed.